# Awi Strul
Awraham „Awi” Strul (hebr. אבי סטרול, ur. 18 września 1980 w Tel Awiwie) – izraelski piłkarz grający na pozycji środkowego obrońcy.

## Kariera klubowa
Strul jest wychowankiem klubu Maccabi Tel Awiw. W sezonie 1999/2000 zadebiutował w pierwszej lidze izraelskiej i był to jego jedyny mecz w tamtym sezonie. W 2001 roku osiągnął swój pierwszy sukces w karierze, gdy zdobył Puchar Izraela. Od  sezonu 2001/2002 zaczął być podstawowym zawodnikiem zespołu i wtedy też wygrał swój drugi krajowy puchar. Z kolei w 2003 roku po raz pierwszy w karierze został mistrzem kraju. Jesienią 2004 awansował z Maccabi do fazy grupowej Ligi Mistrzów. W 2005 roku po raz trzeci zdobył Puchar Izraela. Do lata 2006 roku rozegrał w barwach Maccabi 129 meczów i strzelił jedną bramkę.
Kolejnym klubem w karierze Strula było Maccabi Netanja, w którym grał przez dwa lata - od 2006 do 2008 roku. W 2007 roku wywalczył z Maccabi wicemistrzostwo Izraela. Z kolei w sezonie 2007/2008 powtórzył to osiągnięcie. W Netanyi rozegrał 53 spotkania.
W lipcu 2008 roku Strul został sprzedany za 150 tysięcy euro do belgijskiego KSC Lokeren. W sezonie 2008/2009 był jednym z trzech obywateli Izraela w składzie obok Omera Golana i Jo’awa Ziwa. W Eerste Klasse zadebiutował 16 sierpnia 2008 roku w zremisowanym 0:0 wyjazdowym meczu z SV Zulte-Waregem. 23 sierpnia tamtego roku strzelił pierwszego gola w lidze, w meczu z AFC Tubize (4:1).
W 2010 roku Strul wrócił do Maccabi Tel Awiw. W sezonie 2012/2013 wywalczył z nim mistrzostwo Izraela. Latem 2013 przeszedł do Ironi Nir Ramat ha-Szaron, a w 2015 do klubu Hapoel Ironi Riszon le-Cijjon.
| Sezon   | Klub                          | Kraj   | Rozgrywki     | Mecze | Bramki |
| ------- | ----------------------------- | ------ | ------------- | ----- | ------ |
| 1999/00 | Maccabi Tel Awiw              | Izrael | Ligat ha’Al   | 1     | 0      |
| 2000/01 | Maccabi Tel Awiw              | Izrael | Ligat ha’Al   | 11    | 0      |
| 2001/02 | Maccabi Tel Awiw              | Izrael | Ligat ha’Al   | 21    | 0      |
| 2002/03 | Maccabi Tel Awiw              | Izrael | Ligat ha’Al   | 29    | 0      |
| 2003/04 | Maccabi Tel Awiw              | Izrael | Ligat ha’Al   | 18    | 0      |
| 2004/05 | Maccabi Tel Awiw              | Izrael | Ligat ha’Al   | 26    | 1      |
| 2005/06 | Maccabi Tel Awiw              | Izrael | Ligat ha’Al   | 20    | 0      |
| 2006/07 | Maccabi Netanja               | Izrael | Ligat ha’Al   | 29    | 0      |
| 2007/08 | Maccabi Netanja               | Izrael | Ligat ha’Al   | 24    | 0      |
| 2008/09 | KSC Lokeren                   | Belgia | Eerste Klasse | 24    | 1      |
| 2009/10 | KSC Lokeren                   | Belgia | Eerste Klasse | 24    | 0      |
| 2010/11 | Maccabi Tel Awiw              | Izrael | Ligat ha’Al   | 17    | 1      |
| 2011/12 | Maccabi Tel Awiw              | Izrael | Ligat ha’Al   | 1     | 0      |
| 2012/13 | Maccabi Tel Awiw              | Izrael | Ligat ha’Al   | 1     | 0      |
| 2013/14 | Ironi Nir Ramat ha-Szaron     | Izrael | Ligat ha’Al   | 15    | 0      |
| 2014/15 | Ironi Nir Ramat ha-Szaron     | Izrael | Liga Leumit   | 28    | 1      |
| 2015/16 | Hapoel Ironi Riszon le-Cijjon | Izrael | Liga Leumit   | 32    | 0      |
| 2016/17 | Hapoel Ironi Riszon le-Cijjon | Izrael | Liga Leumit   | 27    | 1      |
| 2017/18 | Hapoel Ironi Riszon le-Cijjon | Izrael | Liga Leumit   | 9     | 0      |

## Kariera reprezentacyjna
W roku 2001 Strul rozegrał jeden mecz reprezentacji Izraela U-21. W pierwszej reprezentacji zadebiutował 5 września 2002 roku w wygranym 5:0 towarzyskim meczu z Luksemburgiem.